# Sergi Torró
Sergi Torró Ferrero (Sergi Torró como nombre de pluma; Onteniente, 23 de abril de 1971) es un docente, traductor y poeta español en catalán.

## Biografía
Licenciado en Filología Catalana en 1994 por la Universidad de Valencia, también estudió en Barcelona periodismo. Combina su tarea como docente en lengua y literatura en Mallorca con colaboraciones en revistas literarias como Crónica, semanario de su ciudad natal, así como en la elaboración de reportajes y noticias en diferentes medios de comunicación, y guiones para cómics. También como escritor ejerce de traductor del inglés al catalán, además de participar y formar parte de diferentes tertulias literarias o grupos artísticos como «El Desert de la Paraula», «Miserables Norantes», «Batalló d’Artistes» o el «Col·lectiu SantDimoni», en otros.
Su producción literaria enmarcada dentro de la poesía, la inició con la publicación de "Derribos Arias" i els dubtes insostenibles —Premio 25 d’Abril Vila de Benissa en 1990—, que continuó con el poemario Cançons de redempció (Editorial Germania, 1996) —Premio Miguel Hernández—, o con Visions provisionals (2006) —Premio Literario “Ciutat de Xàtiva”, en la modalidad poesía, en su XXVI edición—, entre otros. Ha escrito también libros de géneros no ficcionales como A Portugal cercant alguna cosa —un dietario publicado en 1994— o No t'estavellis en el camí, vagabund il·lustrat —un libro de viajes publicado en 1989—, y ha sido incluido en el monográfico literario Sexduits y sexduides (2014) coordinado por Lluis Roda.